# 住宅街区整備事業
住宅街区整備事業（じゅうたくがいくせいびじぎょう）とは、大都市と化した地域で、自治体等が良好な住宅街の形成をはかり、また住宅地および住宅を多く供給していくことを目的に定めている事業。1975年に制定。「大都市地域における住宅及び住宅地の供給の促進に関する特別措置法」、通称「大都市法」に基づき、実施されている。

## 事例
現在、住宅街区整備促進区域に定められているのは、以下の地区事業である。
- 草加都市計画事業谷塚駅西口住宅街区整備事業（埼玉県草加市、S59.1.10）
- 南部大阪都市計画事業向野住宅街区整備事業（河内長野都市計画、大阪府河内長野市、S53.3.1）
- 北部大阪都市計画事業野畑住宅街区整備事業（豊中都市計画、大阪府豊中市、S55.12.11）
- 北部大阪都市計画事業箕面都市計画事業（小野原住宅街区整備、大阪府箕面市、S57.8.27）
- 神戸都市計画事業居住小山住宅街区整備事業（居住小山、兵庫県神戸市、S56.10.2）
- 神戸国際港都建設事業狩口住宅街区整備事業（兵庫県神戸市、S59.12.25）
- 阪神間都市計画事業中央北地区住宅街区整備事業（兵庫県川西市、H10.12.25）
- 大和都市計画事業立野農住住宅街区整備事業　（奈良県三郷町、S52.10.13）